# Hirofumi Fukai
Hirofumi Fukai est un altiste japonais né le 10 février 1942 à Saitama.

## Biographie
Hirofumi Fukai naît le 10 février 1942 à Saitama.
Il étudie avec Jeanne Isnard et Toshiya Eto (en) à la Toho School of Music de Tokyo puis à la Juilliard School of Music de New York avec Ivan Galamian. Il travaille également avec Joseph Szigeti à Montreux et Max Lesueur au Conservatoire de Bâle, où il obtient son diplôme en 1969.
Comme musicien d'orchestre, Hirofumi Fukai est alto solo de l'Orchestre symphonique de Berne puis de l'Orchestre philharmonique de Hambourg entre 1970 et 1987. En 1988, il devient alto solo de l'Orchestre symphonique de la NDR de Hambourg.
Comme pédagogue, il est professeur à la Musikhchschule de Hambourg depuis 1974.
En parallèle, Hirofumi Fukai mène une carrière de soliste, jouant sur un alto d'Alessandro Gagliano (it) (Naples, 1722). Comme interprète, il est le créateur de plusieurs œuvres, de Frank Michael Beyer (en) (Trio pour hautbois, alto et harpe, 1981), Hans Werner Henze (Compases para preguntas ensimismadas, 1971), Wolgang Rihm, Robert Suter (de) et Udo Zimmermann (Nouveau Divertissement, 1988 ; Concerto pour alto, 1991), notamment.